# Quyllurit'i
Nella tradizione peruviana, il pellegrinaggio al santuario di Taytacha Quyllurit'i  («il Signore di Qoyllurit'i»), combina elementi di origine cristiana e credenze legate a divinità naturali di epoca precolombiana. Inizia cinquantotto giorni dopo la celebrazione della Pasqua cristiana, quando novantamila persone si mettono in viaggio da Cusco al santuario, nella valle del monte Sinakara.
I pellegrini sono divisi in otto nazioni che corrispondono ai villaggi di origine: Paucartambo, Quispicanchi, Canchis, Acomayo, Paruro, Tawantinsuyo, Anta e Urubamba. Accanto al pellegrinaggio vero e proprio verso il signore di Quyllurit'i, i fedeli fanno anche una serie di processioni su e giù per le montagne verso altri santuari della zona. La danza svolge un ruolo centrale nel pellegrinaggio: un centinaio di diverse danze vengono eseguite in rappresentanza delle diverse 'nazioni'.
Il Consiglio delle Nazioni Pellegrine e la Confraternita del Signore dei Quyllurit'i dirigono le attività di pellegrinaggio, le sue regole, i codici di comportamento e forniscono cibo, mentre i pablitos o pabluchas, figure che indossano indumenti di fibra di alpaca e maschere di lana, mantengono l'ordine. Il pellegrinaggio comprende una vasta gamma di espressioni culturali e costituisce un luogo di incontro per le comunità provenienti da diverse altitudini andine impegnati in varie attività economiche.

## Il mito del santuario

### La versione cristiana
La versione ufficiale del mito di Quyllur Rit'i è stata elaborata da un prete di Ccatca nella prima metà del Novecento, anche se le sue fonti sono incerte. Racconta di Mariano Mayta, un ragazzo amerindio figlio di un pastore di Mawallani, e di Manuel, un ragazzo mestizo di Tayankani. I due si incontrano mentre Mariano pascolava il gregge del padre sulle pendici del monte Sinakara. Grazie a Manuel il gregge di Mariano prospera e questi, accorgendosi che Manuel indossa sempre gli stessi vestiti, chiede permesso al padre di recarsi a Cusco e acquistare un nuovo abito per Manuel. Ma i sarti di Cusco non possono aiutarlo perché il campione dell'abito di Manuel appartiene a un abito sacerdotale. Sospettandolo di sacrilegio, avvisano il vescovo di Cusco che manda un prete per interrogare il piccolo Mariano. Venuto a conoscenza del misterioso amico di Mariano, il prete organizza una spedizione verso Sinakara per incontrare di persona il giovane Manuel.
Giunti sul posto, vedono in lontananza Manuel che emana una fortissima luce bianca. Provano a raggiungerlo ma non ce la fanno, allora viene organizzata una seconda spedizione e questa volta cercano di avvicinarsi a Manuel da due direzioni opposte. Quando cercano di avvicinarsi Manuel si trasforma in un arbusto a cui è appesa un'immagine del corpo di Cristo agonizzante con lo sguardo rivolto al cielo. Credendo che gli uomini hanno fatto del male a Manuel, Mariano muore di crepacuore sul posto. Il suo corpo viene sepolto sotto una roccia sulla quale viene dipinta l'immagine di Cristo. È il 12 giugno del 1783 e, da allora, in questo luogo si celebra Taytacha Quyllur Rit'i, in Señor de Quyllur Rit'i.

## I danzatori
- Ch'unchu, indossano acconciature piumate, rappresentano gli abitanti indigeni della foresta amazzonica, a nord del santuario. Ci sono diversi tipi di ballerini ch'unchu, il più comune è ch'unchu wayri, che comprende fino al 70% di tutti i ballerini Qoyllur Rit'i.
- Qhapaq Qolla (dove qhapaq significa ricco, nobile e qolla indica gli abitanti dell'altipiano di sud-est), sono vestiti con una maschera a maglia, un cappello, una fionda di tessuto e pelle di lama, rappresentano i mercanti Aymara dell'altipiano. Il Qhapaq Qolla è considerato uno stile di danza meticcio mentre il ch'unchu è considerato indigeno.
- Ukuku (o paulucha), vestiti con un cappotto scuro e una maschera di lana, rappresentano il ruolo degli imbroglioni, parlano con voci acute, fanno scherzi e mantengono l'ordine tra i pellegrini. Nella mitologia quechua gli ukuku sono figli di una donna e di un orso, temuti da tutti a causa della loro forza soprannaturale. In questa leggenda gli Ukuku si riscattano sconfiggendo un Condenado, un'anima maledetta, e diventano contadini esemplari. Il ruolo è interpretato da giovani uomini non sposati.
- Machula, indossano una maschera, hanno la gobba, un lungo cappotto e usano un bastone per camminare, rappresentano i ñaupa machus, i primi mitici abitanti delle Ande. Come gli Ukuku, svolgono un doppio ruolo; sono allo stesso tempo comici e incutono timore, essendo incaricati di mantenere l'ordine tra i pellegrini.